# 吳永孚
吳永孚（1604年—1645年），字休仲，號顒祐，南直隸松江府華亭縣仙山鄉人，明朝政治人物。

## 生平
崇禎九年（1636年）丙子科順天鄉試第五十九名舉人，十三年（1640年）庚辰科三甲第十七名進士。大理寺觀政，授南安府推官，弘光元年（1645年）死於兵事。

## 家族
從叔吳嘉胤，号绳如，天启四年举人，历户部员外郎，南渡，管理新饷，奉使至丹阳闻变，亟驰还。止车城外报恩寺；上书求存明社稷，不报。命二仆携官服至方正学祠，拜曰：『愿从先生于地下，令后世知吾与先生同志也』。从容缢于树。